# Stories from Magatrea
Stories from Magatrea je tretji album slovenskega skladatelja Boruta Kržišnika. Prvotno je bil izdan pri ameriški založbi Falcata-Galia Recordings (Realto, CA, USA, 1997), ponovno pa ga je izdala britanska založba Claudio Records (Peacehaven, UK, 2014). Zgodbe se ne navezujejo na noben poseben dogodek, ampak se nanašajo na delo Douglasa Adamsa in motiv najbolj uspešne industrije v zgodovini človeštva - proizvodnje celih planetov po naročilu. Ta velikanska industrija ima svoj sedež na planetu Magatrea in jo vodijo inženirji človeških želja.

## Seznam skladb
| Borut Kržišnik: Stories from Magatrea | Borut Kržišnik: Stories from Magatrea | Borut Kržišnik: Stories from Magatrea |
| Št.                                   | Naslov                                | Dolžina                               |
| ------------------------------------- | ------------------------------------- | ------------------------------------- |
| 1.                                    | „Miracle on Magatrea‟                 | 11:28                                 |
| 2.                                    | „Love Song No.1‟                      | 6:06                                  |
| 3.                                    | „Fire‟                                | 6:23                                  |
| 4.                                    | „Gedeon's Speech‟                     | 8:48                                  |
| 5.                                    | „Questions‟                           | 4:49                                  |
| 6.                                    | „Tertulian's Construction‟            | 10:16                                 |

## Kolofon
Zasedba:
- Borut Kržišnik – virtualni orkester
- Vuk Kraković - violina
- Mario Marolt – klarinet
- Sonja Vukovič - viola
- Pavle Rakar - čelo
- Igor Mitrovič – čelo

Avtorske navedbe:
- Skladatelj in producent: Borut Kržišnik
- Umetniška svetovalka: Aleksandra Rekar
- Tonski mojster: Bac Kajuh
- Posneto in mešano v P.N. studijih, Ljubljana, 1997
- Mastering: Colin Attwell
- Slika na naslovni strani: Marko Jakše
- Oblikovanje: Miran Klenovsek

Založba:
Claudio Records Ltd; BN10 8PU ENGLAND; © 2014 Claudio Records Ltd; www.claudiorecords.com